# Luís Ernesto de Hesse-Darmstadt
Luís Ernesto de Hesse-Darmstadt (Darmstadt, 25 de outubro de 1931 - Ostend, 16 de novembro de 1937) foi um príncipe de Hesse e Reno. Era filho de Jorge Donatus de Hesse, e de sua esposa a princesa Cecília da Grécia e Dinamarca.
Morreu aos 6 anos de idade num acidente de avião em 1937. Ele, os seus pais, o irmão mais novo Alexandre e a sua avó Leonor estavam a caminho de Londres para participar no casamento do seu tio, o príncipe Luís de Hesse, com Margaret Geddes. O avião embateu contra uma chaminé de uma fábrica em Oostende, na Bélgica, matando todos os seus ocupantes.

## Maldição de família
Algumas pessoas consideram que a família real de Hesse sofre de uma maldição, dada a ocorrência de numerosas mortes prematuras entre seus membros. Após a queda do avião, a irmã órfã de Luís, Joana de Hesse, foi adotada pelo seu tio Luís e a sua esposa Margaret. Mas a menina morreu de meningite, aos dois anos e meio de idade, em junho de 1939.
Luís era um sobrinho-neto da czarina Alexandra Feodorovna e da grã-duquesa Isabel Feodorovna, ambas assassinadas com outros membros da família Romanov durante a Revolução Russa de 1917.
A sua bisavó Alice e a sua tia-avó Maria morreram de difteria durante uma onda que afetou o grão-ducado de Hesse-Darmstadt em 1878.
Uma tia, a princesa Isabel de Hesse, morreu de febre tifóide, aos oito anos, apesar de, na altura, ter corrido o rumor de que ela teria comido do prato envenenado do seu tio Nicolau II da Rússia.